# Anthracotherium
Anthracotherium – rodzaj wymarłego ssaka parzystokopytnego z rodziny Anthracotheriidae spokrewnionych z dzisiejszymi hipopotamowatymi.
Nazwa Anthracotherium oznacza „węglową bestię” (gr. ανθραξ anthrax, ανθρακος anthrakos „węgiel”; θηριον thērion „dzike zwierzę”, od θηρ thēr, θηρος thēros „zwierzę”) (zwierzę odnalezione zostało w pokładach węgla brunatnego we Francji).
Stworzenie to posiadało 44 zęby z pięcioma półksiężycowatymi guzkami na górnych trzonowcach. Żyło w oligocenie, rozpowszechnione w Europie, Azji i Ameryce Północnej. Wymarło w późnym miocenie na skutek zmian klimatu oraz konkurencji z innymi parzystokopytnymi takimi, jak hipopotamowate czy świniowate (może być to główna przyczyna w Europie).
Jest to rodzaj typowy dla swej rodziny z tego powodu, że został z niej najdokładniej poznany. Posiada on wiele cech wspólnych z hipopotamami, jak np. budowa żuchwy. Może nawet być ich przodkiem. Poza tym należy jeszcze nadmienić, że nowe badania wykazały duże pokrewieństwo pomiędzy tymi zwierzętami i waleniami (walenie co prawda raczej nie pochodziły od nich, ale prawdopodobnie miały z nimi niezbyt odległych wspólnych przodków).
Europejskie A. magnum było podobnej wielkości, co dzisiejszy hipopotam nilowy, ale rodzaj obejmował też wiele mniejszych gatunków zamieszkujących Egipt, Indie i Amerykę Północną.

## Gatunki
- A. sminthos (Forster-Cooper, 1913)
- A. magnum
- A. pangan
- A. monsvialense
- A. minus
- A. minimum
- A. bumbachense
- A. meneghinii